# Ла-Рошель (Верхняя Сона)
Ла-Роше́ль (фр. La Rochelle) — коммуна во Франции, находится в регионе Франш-Конте. Департамент — Верхняя Сона. Входит в состав кантона Витре-сюр-Манс. Округ коммуны — Везуль.
Код INSEE коммуны — 70450.

## География
Коммуна расположена приблизительно в 280 км к юго-востоку от Парижа, в 65 км севернее Безансона, в 34 км к западу от Везуля.

## Население
Население коммуны на 2010 год составляло 36 человек.
| 1962 | 1968 | 1975 | 1982 | 1990 | 1999 | 2010 |
| ---- | ---- | ---- | ---- | ---- | ---- | ---- |
| 69   | 75   | 67   | 58   | 40   | 37   | 36   |

## Администрация
| Период | Период | Фамилия           | Партия | Примечания |
| ------ | ------ | ----------------- | ------ | ---------- |
| 2001   | 2004   | Юбер Ламбер       |        |            |
| 2008   | 2014   | Александр Мюльтон |        |            |

## Экономика

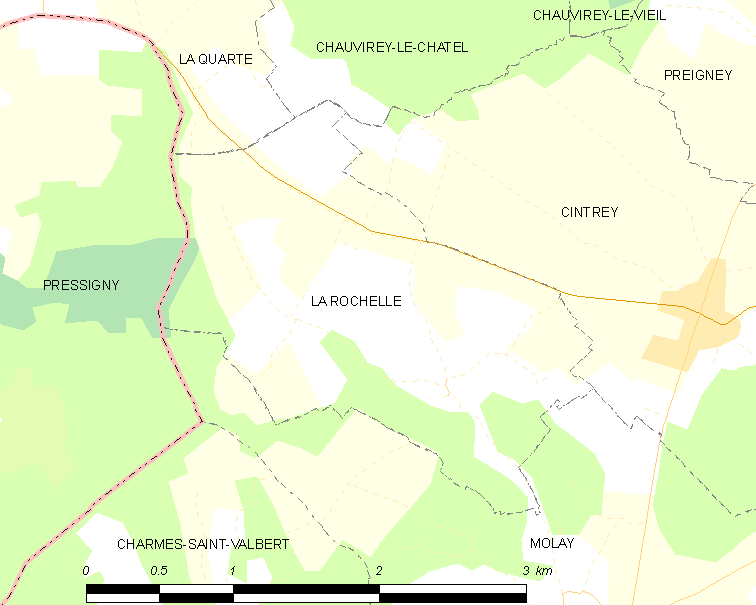
Карта коммуны

В 2010 году среди 21 человека трудоспособного возраста (15—64 лет) 13 были экономически активными, 8 — неактивными (показатель активности — 61,9 %, в 1999 году было 73,7 %). Из 13 активных жителей работали 13 человек (8 мужчин и 5 женщин), безработных не было. Среди 8 неактивных 0 человек были учениками или студентами, 5 — пенсионерами, 3 были неактивными по другим причинам.